# Asura tabida
Asura tabida là một loài bướm đêm thuộc phân họ Arctiinae, họ Erebidae.